# Scopula eburneata
Scopula eburneata là một loài bướm đêm trong họ Geometridae.